# 3-й Новый переулок
Тре́тий Но́вый переу́лок — небольшая улица в центре Москвы в Красносельском районе от 1-го Нового переулка к железнодорожным путям Казанского вокзала.

## Происхождение названия
Названия трёх Новых переулков известны с начала XX века и отражают более позднее возникновение переулков по сравнению с соседними улицами. Первоначальное название — 1—3-й переулки Сахацких — связано с тем, что здесь проживал участник Отечественной войны 1812 года, отставной капитан, кавалер ордена Святого Владимира Михаил Николаевич Сахацкий. Его потомки проживали здесь вплоть до 1917 года.

## Описание
3-й Новый переулок является фактически продолжением 2-го Нового, начинаясь от 1-го Нового и проходит на юго-восток по направлению к железнодорожным линиям Казанского направления.

## См.также
- 1-й Новый переулок
- 2-й Новый переулок